# Los extraños: cacería nocturna
Los extraños: cacería nocturna (título original en inglés: Strangers: Prey at Night) es una película de terror estadounidense de 2018 dirigida por Johannes Roberts y protagonizada por Christina Hendricks, Martin Henderson, Bailee Madison y Lewis Pullman. La película fue escrita por Bryan Bertino y Ben Ketai, y es la secuela de la película de 2008 Los extraños.
La película fue lanzada en los Estados Unidos el 9 de marzo de 2018 y ha recaudado $26 millones. Recibió reseñas mixtas, con algunos críticos considerándola más entretenida que la original y apreciando su satirización de las películas de terror, mientras que otros la señalaron como inferior y la llamaron cliché.

## Sinopsis
En un parque de caravanas aislado en Covington, Kentucky, los tres extraños enmascarados (Dollface, Pin-Up Girl y The Man in the Mask) llegan en un camión por la noche al tráiler nuevo de una pareja. Dollface despierta a una ocupante que está durmiendo y golpea la puerta principal. Dollface instantáneamente la mata y luego se acuesta en la cama junto al marido dormido de la mujer de una manera escalofriante. Mientras tanto, Mike y su esposa, Cindy, viajan en familia con sus hijos, Luke y Kinsey, al parque de casas rodantes de su tía y tío para pasar tiempo juntos antes de que Kinsey se vaya a la escuela de internado. 
Después de llegar, se encuentran con Dollface desenmascarada en la puerta principal. Ella pregunta por Tamara, pero es rechazada por Cindy. Kinsey y Luke tropiezan con un remolque con la puerta abierta. En el interior, encuentran a su tía y su tío brutalmente asesinados. De vuelta en el tráiler familiar, Dollface visita por segunda vez y es rechazado nuevamente. Preocupados por el encuentro, Mike y Cindy encuentran a los niños, que están en histeria. Mike sigue a Luke para encontrar los cuerpos. Cindy y Kinsey regresan al tráiler para encontrar sus teléfonos celulares destruidos y una Dollface enmascarada dentro. 
Cindy ayuda a Kinsey a escapar de la casa antes de ser apuñalada por Dollface. Mike y Luke encuentran los cuerpos y encuentran el correo de voz que Cindy le dejó a su tío, dándose cuenta de que los asesinos habían escuchado el mensaje y estaban esperando que llegaran. Después de regresar al remolque familiar, encuentran a Kinsey desaparecida y a Cindy muerta. 
Después de un momento devastador, conducen su minivan alrededor, gritando a Kinsey, pero el Hombre de la Máscara lanza violentamente un ladrillo a la furgoneta, lo que hace que Mike se desvíe hacia un remolque. Al encontrarse atrapado en su asiento con un largo trozo de madera empalado en su abdomen, Mike le dice a Luke que encuentre a su hermana. Después de que Luke se va, el Hombre de la Máscara mata a Mike con un picahielo. Kinsey es atacada dos veces y apuñalada por Dollface antes de ser rescatada por Luke. Luke la esconde debajo de un porche y va a la tienda general para usar el teléfono, pero es atacado por Pin-Up Girl. Él la domina y la apuñala hasta la muerte. Un enojado Hombre de la Máscara apuñala a Luke en la espalda y lo deja morir en el estanque. Kinsey encuentra a Luke y lo saca antes de salir a buscar ayuda. 
Un agente encuentra a Kinsey, pero Dollface lo mata rápidamente con un corte en la garganta. Kinsey usa la escopeta del policía para disparar a Dollface; ella la desenmascara y, mientras Dollface se desangra hasta morir, Kinsey pregunta: "¿Por qué haces esto?" Dollface responde: "¿Por qué no?" Kinsey la remata con un disparo en la cabeza. El Hombre de la Máscara llega a su camioneta y ataca a Kinsey. Ella usa su encendedor para encender una fuga de gasolina y ambos vehículos explotan, aparentemente matándolo. El Hombre de la Máscara sobrevive a la explosión y la persigue en su camión, ahora envuelto en llamas. Sale de la camioneta, se acerca para atacarla, pero cae al suelo, saca un pedazo de vidrio de su abdomen y cae aparentemente muerto. Kinsey señala a una madre y un hijo en un camión, pero intentan huir cuando ven aparecer al Hombre de la Máscara. Kinsey logra subirse a la cama del camión, junto con el Hombre de la Máscara, balanceando su hacha hacia ella. Kinsey lo saca de la camioneta golpeándolo fuerte en la cabeza con un bate de béisbol. El hombre de la máscara se ve por última vez tirado en el camino, aparentemente muerto. 
Algún tiempo después, en un hospital, Luke está en una cama, recuperándose de la herida. Kinsey se despierta de una pesadilla repentina. Cuando se levanta, llenando un vaso de agua para refrescarse, oye un ruido extraño junto con un golpe familiar en la puerta y deja caer el vaso en estado de shock.

## Elenco y personajes
- Christina Hendricks[8] como Cindy
- Martin Henderson como Mike
- Bailee Madison como Kinsey
- Lewis Pullman como Luke
- Emma Bellomy como Dollface[9]
- Damian Maffei como Man in the Mask
- Lea Enslin como Pin-Up Girl

## Producción

### Desarrollo
Los productores de Rogue Pictures anunciaron que una secuela de The Strangers estaba en desarrollo en agosto de 2008, tentativamente titulada The Strangers: Part II. En un artículo de 2009 publicado por Bloody Disgusting, se informó que el guion sería escrito por Bryan Bertino y la película dirigida por Laurent Briet.
En febrero de 2017, se anunció que Johannes Roberts sería el nuevo director de la secuela y que el rodaje comenzaría durante el verano del mismo año.
La preproducción comenzó en Los Ángeles el 30 de mayo de ese año.
Roberts dijo que mientras estaba en Los Ángeles, los productores de 47 Meters Down se reunieron con él para cenar y le dijeron sí podría leer un guion titulado Prey At Night. Le gustó el guion y se preguntó si quería involucrarse en una secuela a pesar de haberse estrenado la primera película años antes pero finalmente aceptó y decidió agregarle su toque personal.

### Casting
En abril de 2017, se anunció que el reparto  incluiría a Christina Hendricks, Bailee Madison, y Lewis Pullman. En junio de 2017, se anunció que Martin Henderson se unió al elenco.

### Rodaje
La filmación comenzó en junio de 2017 en Covington, Kentucky y concluyó el 10 de julio de 2017.

## Lanzamiento
El 12 de octubre de 2017, se informó que la película se estrenaría el 9 de marzo de 2018. El 16 de noviembre de 2017 se lanzó el teaser tráiler de la película. El tráiler oficial debutó el 5 de enero de 2018.

### Taquilla
En los Estados Unidos y Canadá, The Strangers: Prey at Night se estrenó junto con The Hurricane Heist, Gringo y A Wrinkle in Time, y se estima que recaudará alrededor de $7 millones de 2,464 salas de cines en su fin de semana de apertura. Recaudó $ 610.000 de las vistas previas del jueves por la noche.

## Recepción
En Rotten Tomatoes, la película tiene una calificación de aprobación del 38%, sobre la base de 63 reseñas, y una calificación promedio de 4.9/10. En Metacritic, que asigna calificación normalizada a las reseñas, la película tiene una calificación promedio ponderada de 49 de 100, basada en 23 reseñas, lo que indica "reseñas mixtas". Las audiencias encuestadas por CinemaScore le dieron a la película una calificación promedio de "C" en una escala de A+ a F, por debajo de la "B–" otorgada a la primera película.